# 서울마주협회
서울마주협회는 경마의 원활한 시행, 회원의 권익보호 및 이해증진, 경마의 건전한 발전에 기여 목적으로 1993년 3월 19일 설립된 대한민국 농림축산식품부 소관의 사단법인이다. 사무실은 경기도 과천시 경마공원대로 107 (주암동) 서울경마공원 해피빌 6층에 있다.

## 주요 사업
- 경주마 구입 및 분배
- 사회사업, 축산진흥 등을 위한 기금의 조성 및 운영
- 효율적 경주마 관리를 위한 조교, 휴양시설의 설치 및 운영
- 경주마 출주 및 재해보상
- 경주마 사료의 구입 및 알선배정
- 경마발전을 위한 조사연구, 자료수집, 발간 및 배포
- 회원의 권익보호 및 상호부조에 관한 사업
- 기타 경마의 향상발전 등 제3조의 목적을 달성함에 필요하다고 인정되는 사업